# Riu Morava occidental
El riu Morava occidental o Morava de l'Oest (en serbi: Zapadna Morava; en ciríl·lic, Западна Морава), és un riu que discorre pel centre de Sèrbia, la major de les dues fonts, de 308 km, el riu Gran Morava (l'altra és el Morava del Sud, Morava Južna).

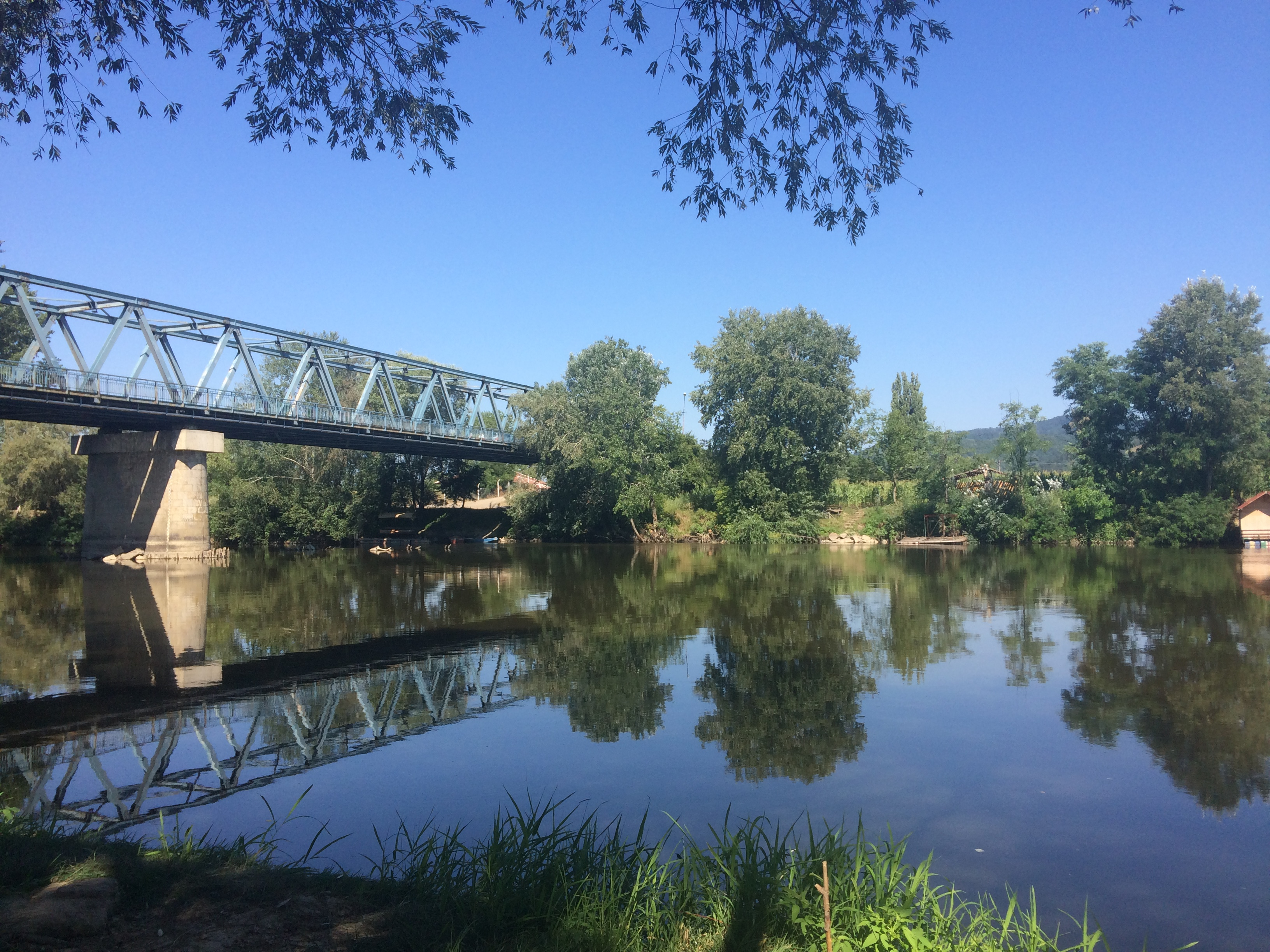
Riu Morava occidental a Trstenik

## Origen
El riu Morava occidental neix al camp Tašti, a l'est de la ciutat de Požega, de la confluència dels rius Golijska Moravica i Đetinja. Al camp Đetinja rep per l'esquerra el seu principal afluent, el Skrapež, però menys d'un quilòmetre després de la confluència, es troba amb el Moravica Golijska que des del sud, forma el Morava occidental. Donada la proximitat de la confluència entre els tres rius, el Đetinja, el Skrapež i el Moravica Golijska, algunes fonts consideren que els tres són capçaleres directes del Morava occidental. Seguint la direcció del curs, el Đetinja és un afluent natural del Morava occidental, però com que el Golijska Moravica té 23 km més, aquest últim es considera com l'afluent principal. Mesurat des de la font del Moravica Golijska, el Morava occidental té una longitud de 308 km, i només considerant el Morava occidental en té 210 km.

## Curs

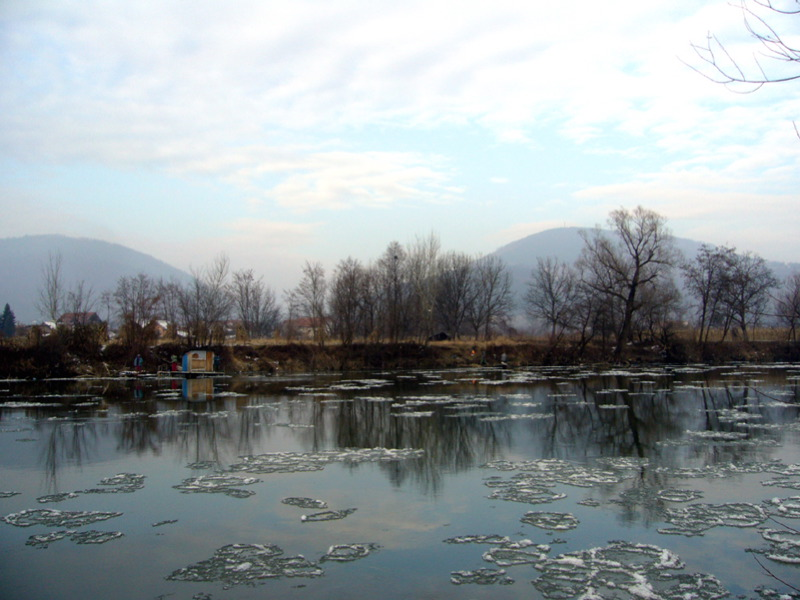
El riu al seu pas per Trstenik (gener 2009)

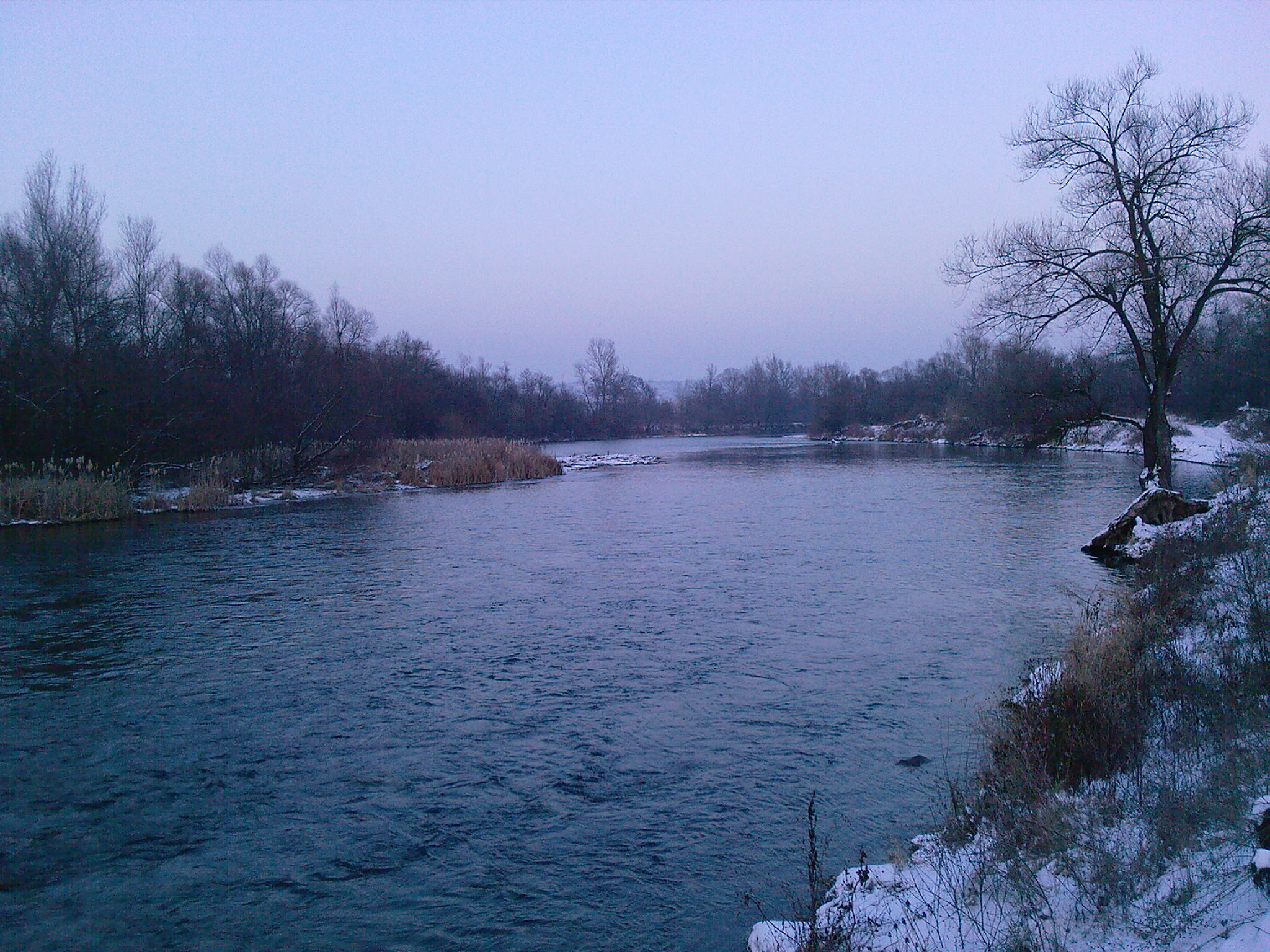
El riu a l'hivern

A diferència del Morava del Sud i del Gran Morava, que segueixen la direcció del meridià (de sud a nord), el Morava occidental discorre en direcció latitudinal (d'oest a est), dividint la regió de Šumadija, a la Sèrbia central, de les parts meridionals del país. Pel fet que el Morava occidental flueix entre moltes muntanyes, es poden distingir els següents trams:
- entre les regions de Montenegro, al nord, i Dragačevo al sud: en aquest tram rep al riu Bjelica, des del sud, i a la seva proximitat, i també al sud del riu, es troba el petit poble de Lučani, centre de Dragačevo.

- entre les muntanyes Ovčar (nord) i Kablar (sud): el riu esculpeix aquí la gorja Ovčar-Kablar. El Morava occidental està embassat a la gorja, tot seguit i podem trobar els embassaments de Ovčar-Kablar i Međuvršje.

- entre la regió de Takovo (nord) i la muntanya Jelica i la regió de Goračići (sud): en aquest tram es troba la ciutat de Čačak (73.217 hab. el 2002), i el riu està embasat de nou (llac Parmenac) i rep nombrosos afluents (sobretot des de l'esquerra: el Čemernica, Bresnička reka, Lađevačka reka); en aquest punt, el riu entra a la vall baixa de Zapadno Pomoravlje, amb freqüents meandres i inundacions, així que des d'aquí els principals assentaments s'allunyen del riu (Goričani, Lađevci, Mrčajevci).

- entre la muntanya Kotlenik i la regió de Gruža (nord) i les muntanyes Stolovi (sud): la ciutat de Kraljevo (82.846 hab. el 2002) i els seus suburbis d'Adrani i Ratina es troben al sud del riu, on el riu Ibar desemboca al Morava occidental des de la dreta, també per la dreta, rep al Tovarnica i des de l'esquerra, al Gruža.

- entre les muntanyes de Gledićke planine (nord) i Goč (sud): en aquest tram es troben el més famós spa de Sèrbia, Vrnjačka Banja, els seus suburbis de Vrnjci i Novo Selo, la ciutat industrial de Trstenik i el monestir de Ljubostinja.

- entre les regions de Temnić (nord) i Rasina (sud): es troben al nord del riu diversos pobles grans (Medveđa, Great Drenova, Kukljin, Bošnjane, mentre que Globoder, la ciutat de Kruševac (75.700 hab. en 2003) i els seus suburbis de Jasika, Pepeljevac, Parunovac i Čitluk es troben al sud. Al nord de la petita ciutat de Stalać, el Morava occidental i el Morava del Sud s'uneixen i formen el Gran Morava.

## Característiques
En total, el Morava occidental rep 85 afluents. El riu era més llarg (319 km), però a causa de la regulació del cabal, ara és més curt. El Morava occidental té un cabal mitjà de 120 m³/s, però es caracteritza per les seves fluctuacions extremes, la qual cosa provoca greus inundacions. Drena una àrea de 15.849 km² (el 42,3% de tota la conca del Gran Morava) i pertany a la conca del Danubi, que acaba desguassant a la mar Negra. El riu no és navegable, encara que quan es va iniciar el programa de millorament el 1966, es va projectar que es convertís en navegable des de Kruševac a Čačak.

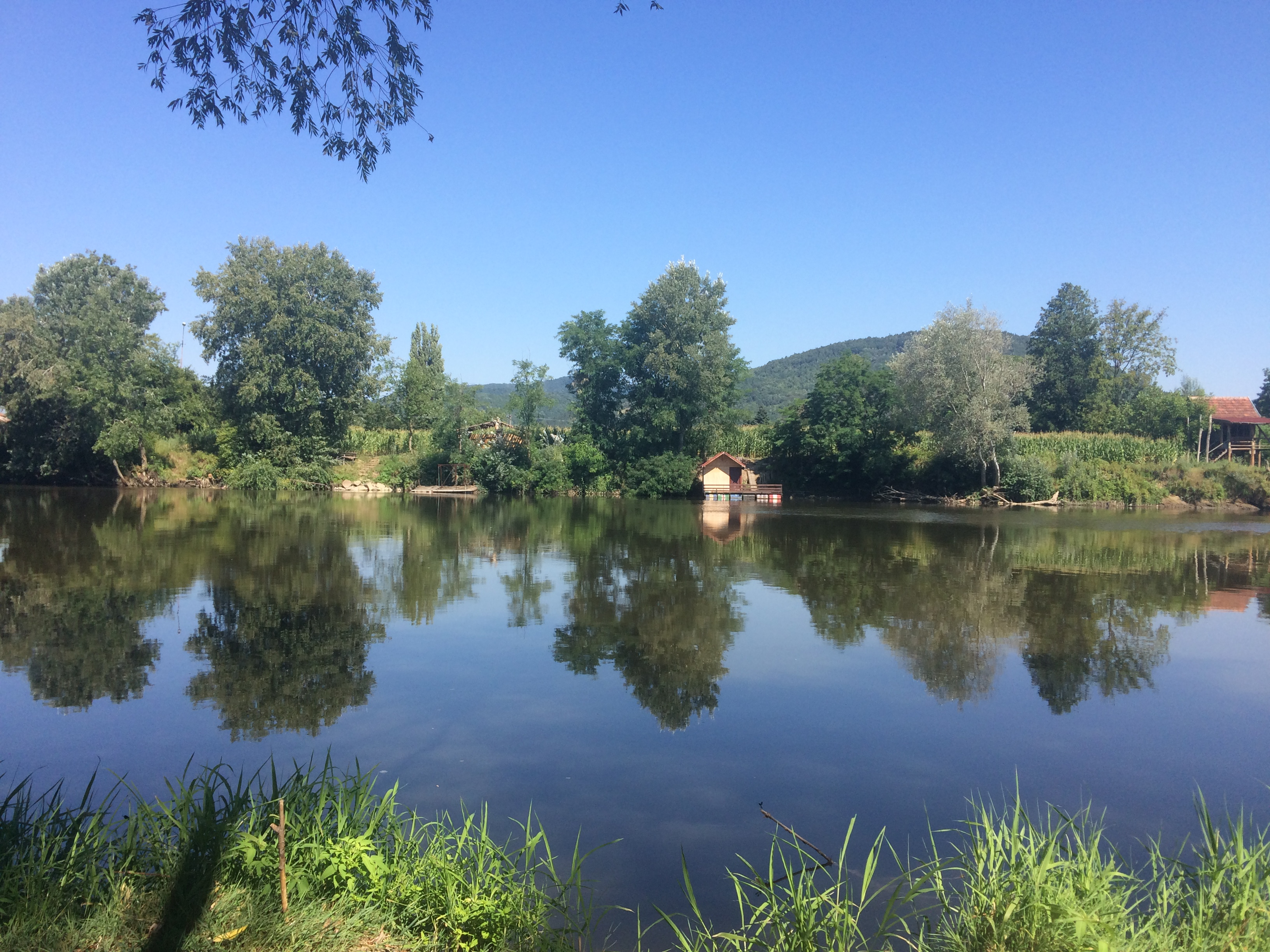
Riu Morava occidental a l'estiu

## Economia
La vall del riu Morava occidental, Zapadno Pomoravlje, és econòmicament la més desenvolupada de les tres valls dels rius Morava. Amb la vall del riu Ibar, el Morava occidental té un enorme potencial en la producció d'electricitat (plantes d'energia hidroelèctrica d'Ovčar (6 MW) i Međuvršje (7 MW). L'aigua també s'utilitza per al reg i amb aquesta finalitat s'ha creat el llac artificial Parmenac, contribuint així a una regió ja fèrtil (cereals, fruiteres). A més, dels tres rius Morava, la vall del Morava occidental és la més repoblada.
La conca del Morava occidental és rica en minerals (la secció del Ibar, sobretot), i inclou l'extracció d'hulla, magnesita, crom, etc. Com a resultat, la indústria està molt desenvolupada amb una sèrie de ciutats molt industrialitzades: Užice, Požega, Čačak, Kraljevo, Trstenik i Kruševac. El trànsit és també important per a l'economia, i la vall del riu és una ruta natural per a carreteres i ferrocarrils, tant per a la connexió amb l'est, centre i oest de Sèrbia.